# میک کوپ
میک کوپ (انگلیسی: Mick Coop؛ زادهٔ ۱۰ ژوئیهٔ ۱۹۴۸) بازیکن فوتبال اهل بریتانیا است.
از باشگاه‌هایی که در آن بازی کرده‌است می‌توان به باشگاه فوتبال لیمینگتون، باشگاه فوتبال یورک سیتی، باشگاه فوتبال کاونتری سیتی، و باشگاه فوتبال دربی کانتی اشاره کرد.